# Fontenay-près-Vézelay
Fontenay-près-Vézelay är en kommun i departementet Yonne i regionen Bourgogne-Franche-Comté i norra Frankrike. Kommunen ligger i kantonen Vézelay som tillhör arrondissementet Avallon. År 2022 hade Fontenay-près-Vézelay 136 invånare.

## Befolkningsutveckling
Antalet invånare i kommunen Fontenay-près-Vézelay
| Referens: INSEE |